# 桂振华
桂振华，中国绿色发展高层论坛秘书长，中国绿色新闻网总编，中国绿色画报社创始人。

## 生平
担任中共中央党校中国领导科学研究会学术委员会副主任，中国绿色城市研究中心主任，中国绿色发展高层论坛秘书长，中国绿色新闻网总编。中国绿色画报社创始人。